# تپه نقارخانه مسینک
تپه نقارخانه مسینک مربوط به هزاره اول قبل از میلاد است و در شهرستان رزن، بخش قروه درجزین، روستای مسینک واقع شده و این اثر در تاریخ ۲۳ شهریور ۱۳۸۲ با شمارهٔ ثبت ۱۰۱۱۲ به‌عنوان یکی از آثار ملی ایران به ثبت رسیده است.